# Good Morning
"Good Morning" is de eerste single van het derde album van Kanye West, Graduation. Het nummer is geproduceerd door West zelf en geschreven door Bernie Taupin, West en Elton John. Het bevat stukken van het nummer Someone Saved My Life Tonight. De release was op 26 augustus 2008.

## Clip
Dit nummer is niet uitgegeven als single, maar toch heeft het een muziekclip, gemaakt door Takashi Murakami. In de clip loopt een beer, die waarschijnlijk eindexamen heeft gedaan, door de stad om op tijd te komen voor zijn diploma-uitreiking. Dit loopt niet helemaal goed. Het nummer is gebaseerd op de naam van het album, Graduation.